# Adorno Corradini
Adorno Corradini (Vetralla, 14 gennaio 1954) è un giornalista, ex mezzofondista e velocista italiano, nazionale azzurro di atletica leggera dal 1972 al 1982 e campione italiano degli 800 metri piani e della staffetta 4×400 metri con le Fiamme Gialle.

## Biografia

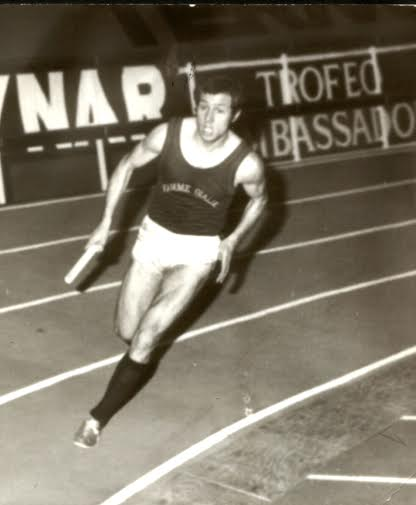
Adorno Corradini agli Assoluti indoor 1975.

Nella sua carriera sportiva ha vinto due medaglie d'argento ai campionati mondiali militari (Algeri 1979 e San Paolo del Brasile 1980) e ha partecipato con la nazionale italiana, tra l'altro, a: Europei juniores 1973, Giochi del Mediterraneo 1979, Universiade 1979, Europei indoor 1980 e 1982.
Nel 1980 non ha partecipato alle Olimpiadi di Mosca a causa del divieto imposto dal governo italiano agli atleti militari, causato dal boicottaggio del blocco occidentale nei confronti di quello sovietico, originato dalla guerra in Afghanistan.
Dal 1982 al 1992 ha svolto la carriera di tecnico del mezzofondo e degli ostacoli per le Fiamme Gialle, allenando tra gli altri il campione del mondo dei 400 ostacoli Fabrizio Mori.
Dopo l'attività sportiva Adorno Corradini si è dedicato al giornalismo. Nel 1992 e 1993 ha collaborato con la Testata Giornalistica Sportiva RAI (TGS) per la rubrica "Regina Atletica". Nel 2004 e fino alla fine del 2007 ha avviato una nuova collaborazione con la RAI, come autore e conduttore televisivo a RAI Utile.
Nel 2009, assunto dalla RAI, è stato inviato della trasmissione televisiva di RAI Tre Cominciamo bene condotta da Fabrizio Frizzi e Elsa Di Gati. Dal 2010 al 2013 è stato autore e inviato della trasmissione di approfondimento politico e sociale di RAI Tre "Brontolo", condotta da Oliviero Beha e dal 2013 è inviato della storica trasmissione televisiva Mi manda Raitre.